# Panna Rittikrai
Panna Rittikrai (tailandès พันนา ฤทธิไกร; RTGS: Phanna Ritthikrai) o el nom de naixement name Krittiya Lardphanna (tailandès กฤติยา ลาดพันนา; RTGS: Krittiya Latphanna, 17 de febrer de 1961 - 20 de juliol de 2014) és un coreògraf d'acció arts marcials tailandès, director de cinema, guionista i actor. Cap de l'equip de Muay Thai Stunt (anteriorment conegut com a P.P.N. Stunt Team), és conegut sobretot pel seu treball com a coreògraf d'arts marcials i d'acció a la pel·lícula de 2003 Ong-Bak: Muay Thai Warrior i Tom-Yum-Goong del 2005 (conegut com The Protector als EUA), protagonitzat per Tony Jaa, de qui Panna va ser mentor.

## Biografia

### Primeres pel·lícules
"Probablement mai no heu sentit parlar de les meves pel·lícules", va dir Panna al Bangkok Post en una entrevista del 2004. "Són populars entre els taxistes i els venedors de som tam i els guàrdies de seguretat i els Isan coolies. Els meus fans més lleials són gent popular dels tambons llunyans, on col·loquen matalassos a sobre. a terra i beu whisky moonshine mentre miro les meves pel·lícules a l'aire lliure." 
Nascut a la província de Khon Kaen, Tailàndia, Panna va començar al món del cinema l'any 1979 com a entrenador físic d'actors a Bangkok. Aprenent una mica sobre el cinema i inspirat en les pel·lícules de Jackie Chan i Bruce Lee, així com les acrobàcies vistes a les pel·lícules de James Bond, Panna va tornar a Khon Kaen i va formar la seva pròpia acrobàcia. equip, el P.P.N. Stunt Team (en realitat conegut com a Muay Thai Stunt) i es va dedicar a fer pel·lícules.
La seva primera pel·lícula va ser Gerd ma lui, que va tornar a fer el 2004.

### Fama internacional
Amb els llançaments mundials d'Ong-Bak i Tom-Yum-Goong, amb les seves acrobàcies contundents i espectaculars, els aficionats al cinema d'acció de tot el món han volgut veure'n més, així que els distribuïdors de pel·lícules estan començant per llançar alguns dels títols més antics de Panna en DVDs orientats al mercat internacional. Entre les pel·lícules que troben nova vida al mercat del vídeo domèstic hi ha Spirited Killer, o Puen Hode, protagonitzada com Tony Jaa, així com Mission Hunter 2, en què Jaa interpreta un vilà.
El treball de coreografia d'arts marcials de Panna també es pot veure a la comèdia d'acció, The Bodyguard, protagonitzada i dirigida per l'actor còmic tailandès Petchtai Wongkamlao. Els projectes recents i propers inclouen Mercury Man, una pel·lícula de superherois tailandesa en la qual va coordinar les arts marcials; la seqüela d'Ong-Bak, Ong Bak 2; i Chocolate, una pel·lícula dirigida per Prachya Pinkaew protagonitzada per una artista marcial femenina, Yanin Vismistananda. Va protagonitzar Dynamite Warrior, una comèdia d'acció d'arts marcials del 2006 ambientada al Siam del segle XIX i protagonitzada per Dan Chupong de Born to Fight. Va ser el primer paper d'actuació de Panna en 9 anys.

### Mort
Panna Rittikrai estava rebent tractament per a una malaltia hepàtica des del novembre de 2013. Rittikrai va morir en un hospital de Bangkok per complicacions provocades per una insuficiència hepàtica i renal aguda el 20 de juliol de 2014. Més tard també es va descobrir que tenia un tumor cerebral.

## Filmografia

### Actor
| Any  | Títol                           | Títol en caràcters llatins                                                      | Paper                      | Notes                                 |
| ---- | ------------------------------- | ------------------------------------------------------------------------------- | -------------------------- | ------------------------------------- |
| 1982 | ไอ้ผาง ร.ฟ.ท.                    | Ai Phang R.F.T.                                                                 |                            |                                       |
| 1983 | ไอ้ ป.4 ไม่มีเส้น                   | Ai Por 4 Mai Mi Sen                                                             |                            |                                       |
| 1983 | พยัคฆ์ยี่เก                         | Dragon Killer                                                                   |                            |                                       |
| 1984 | สิงห์รถบรรทุก 2                    | Sing Rod Bann Took 2                                                            |                            |                                       |
| 1984 | นักร้องนักเลง                      | Nak Rong Nak Leng                                                               |                            |                                       |
| 1984 | ข้ามากับพระ                       | Ka Ma Kub Pra                                                                   |                            |                                       |
| 1986 | เกิดมาลุย                         | Gerd Ma Lui                                                                     | Tong                       | Director                              |
| 1986 | น.ส.กาเหว่า                      | No So Ka Wao                                                                    |                            |                                       |
| 1986 | ซิ่งวิ่งลุย                          | Sing Wing Lui (a.k.a. Run Thug Run)                                             |                            | Director, screenplay                  |
| 1986 | 2นักสู้ผู้ยิ่งใหญ่                      | Thai Police Story                                                               |                            | Director                              |
| 1987 | ปลุกมันขึ้นมาฆ่า                     | Plook Mun Kuen Ma Kah (a.k.a. Wake Up to Kill)                                  |                            | Director                              |
| 1987 | ข้าจะใหญ่ใครอย่าขวาง               | Kah Jah Yai Krai Yah Kwang                                                      |                            |                                       |
| 1987 | เกิดมาลุย ภาค 2                   | Gerd Ma Lui 2                                                                   |                            |                                       |
| 1988 | เพชรลุยเพลิง                      | Petch Lui Plerng                                                                |                            |                                       |
| 1988 | ฅนเถื่อน กทม                      | Khon Tuen Kor Tor Mor                                                           |                            |                                       |
| 1988 | คนหินจอมทรหด                     | Khon Hin Jorm Torrahod                                                          |                            |                                       |
| 1988 | เพชรฆาตเดนสงคราม                | Mission Hunter (a.k.a. Dark Day Express)                                        |                            |                                       |
| 1989 | ปลุกมันขึ้นมาฆ่า 2                   | Plook Mun Kuen Ma Kah 2 (Wake Up to Kill 2)                                     |                            | Director                              |
| 1989 | สู้ลุยแหลก                         | Soo Lui Laek                                                                    |                            |                                       |
| 1989 | ลำเพลินโหด                       | Lum Pleung Hod                                                                  |                            |                                       |
| 1989 | โหดตามคิว                        | Hod Tarm Kheew (a.k.a. Huk Lhiem Torrachon)                                     |                            |                                       |
| 1989 | สมิงดงดิบ                         | Sa Ming Dong Dib                                                                |                            |                                       |
| 1989 | โหด                             | Hod                                                                             |                            |                                       |
| 1989 | บ้าดีเดือด                         | Ba Dee Duek                                                                     |                            |                                       |
| 1989 | โหดตามสั่ง                        | Hod Tarm Sung                                                                   |                            |                                       |
| 1989 | เชือด..เชือดนิ่มนิ่ม 3                | Iron Angels 3                                                                   | Thai boxer                 |                                       |
| 1989 | เสี่ยงตาย                         | Sieng Tai                                                                       |                            |                                       |
| 1989 | มนต์เพลงรัก                       | Mon Pleng Ruk                                                                   |                            |                                       |
| 1990 | เกิดมาลุย 3 อัดเต็มพิกัด              | Gerd Ma Lui 3 (a.k.a. Born to Fight 3)                                          |                            | Director                              |
| 1990 | บ่อเพลิงที่โพทะเล                   | Bor Plerng Tee Pho Talae (a.k.a. River of Fire)                                 |                            | Director                              |
| 1990 | ตี๋ใหญ่ 2                          | Tee Yai 2                                                                       |                            |                                       |
| 1990 | กองทัพเถื่อน                       | Kong Tub Tooan                                                                  |                            |                                       |
| 1990 | ปลุกมันขึ้นมาฆ่า 3                   | Plook Mun Kuen Ma Kah 3                                                         |                            |                                       |
| 1990 | เพชฌฆาตดำ                       | Black Killer                                                                    |                            |                                       |
| 1990 | ไอ้แจ้งมีเมีย                       | Ai Jang Mee Mia                                                                 | Ai Jang                    |                                       |
| 1990 | คู่เดือด                           | Koo Duek                                                                        |                            |                                       |
| 1990 | ตะบันเพลิง                        | Taban Plung                                                                     |                            |                                       |
| 1990 | 3 อันตราย                        | 3 Ann Ta Rai                                                                    |                            |                                       |
| 1990 | หินตัดเหล็ก                        | Hin Tud Lhek                                                                    |                            |                                       |
| 1990 | ไอ้เพชร บ.ข.ส.'                  | Ai Petch Bor Kor Sor                                                            | Ai Petch                   | Director                              |
| 1990 | อาถรรพณ์เสือสมิง'                  | A Tung Suer Saming (a.k.a. Black Magic Tiger)                                   |                            |                                       |
| 1990 | บ้าแล้วต้องฆ่า                      | Ba Laew Tong Kha (a.k.a. Crazy and Must Kill)                                   |                            |                                       |
| 1990 | หัวใจเหล็ก                        | Hua Jai Lek                                                                     |                            |                                       |
| 1990 | เพชฌฆาตเหล็ก                     | Killer Lek                                                                      |                            |                                       |
| 1990 | เชือด ๆ เหน่อ ๆ                   | Chuek Chuek Nuer Nuer                                                           |                            |                                       |
| 1990 | ก่อนจะสิ้นแสงตะวัน                  | Kon Ja Sing Sang Tawan                                                          |                            |                                       |
| 1990 | ขุมทรัพย์เมืองลับแล                  | Koon Sub Muang Lab Lae                                                          |                            |                                       |
| 1990 | เจาะนรกเผด็จศึก                   | Jok Narok Pa Dek Suk (a.k.a. Piercing Hell Dictatorship)                        |                            |                                       |
| 1991 | พยัคฆ์ร้าย เซี่ยงชุน                  | Payuk Rai Chiang Choon (a.k.a. The Chiang Choon Fighter)                        |                            | Director, screenplay                  |
| 1991 | แบ๊งค์เถื่อน                        | Bang Tueng                                                                      |                            |                                       |
| 1991 | ทะนง (ระห่ำสะท้านโลก)             | Ta Nong Ra Hum Sa Tarn Lok                                                      |                            |                                       |
| 1991 | ท้าลุย                            | Ta Loui                                                                         |                            |                                       |
| 1991 | 2 เดนนรก                        | 2 Dan Na Rok                                                                    |                            |                                       |
| 1991 | ตังเกเดือด                        | Tang Kae Duak                                                                   |                            |                                       |
| 1991 | หน่วยรบทมิฬ 1728                  | Noui Rob Ta Mi 1728                                                             |                            |                                       |
| 1991 | เลือดเข้าตา                       | Luad Kao Ta                                                                     |                            |                                       |
| 1991 | เพชฌฆาตโหดสิงห์ป่าซุง               | Killer Hod Sing Pa Soong                                                        |                            |                                       |
| 1991 | มือปราบสองแผ่นดิน                  | Mue Plab Song Pan Din                                                           |                            |                                       |
| 1991 | ใหญ่โค่นใหญ่                       | Yai Khon Yai                                                                    |                            |                                       |
| 1991 | ลุยทะลุฟ้า                         | Lui Talu Fah                                                                    |                            |                                       |
| 1991 | แผนกับดัก                         | Paen Kab Dak                                                                    |                            |                                       |
| 1991 | เจ้าทรงปืน                        | Gun of God                                                                      |                            |                                       |
| 1991 | ผ่าโลกมาลุย                       | Pha Lok Ma Loui                                                                 |                            |                                       |
| 1991 | เจาะนรก 2 ตอน ดิบกระแทกดิบ        | Jok Narok 2 Dib Kra Tak Dib                                                     |                            |                                       |
| 1991 | ทัพนางพญา                        | Tap Nang Paya                                                                   |                            |                                       |
| 1991 | ระห่ำ 100%                       | Ra Hum 100%                                                                     |                            |                                       |
| 1991 | คู่ฟัดคู่โหด                         | Koo Fak Koo Hod                                                                 |                            |                                       |
| 1991 | สิงห์เหนือ เสืออีสาน                 | Sing Nua Sua Isaan                                                              |                            |                                       |
| 1991 | พี่นักร้องน้องนักเลง                  | Pee Nuk Rong Nong Nuk Leng                                                      |                            |                                       |
| 1991 | ปลุกมันขึ้นมาฟัดผีกัด                  | Plook Mun Kuen Mah Fad Phee Kad (a.k.a. Awakened Zombie Battles)                |                            |                                       |
| 1991 | สงครามผี                         | Song Kram Phee (a.k.a. Ghost War)                                               |                            | Director                              |
| 1991 | สองโทน                          | Song Tone                                                                       |                            |                                       |
| 1991 | ผู้ใหญ่บ้านกระดูกเหล็ก                | Poo yai Bann Kra Dook Lek                                                       |                            |                                       |
| 1991 | ยอดคนเสือภูเขา                    | Yord Kon Suer Poo Kao                                                           |                            |                                       |
| 1991 | คัมภีร์นักเลง                       | Kampee Nak Leng                                                                 |                            | Director                              |
| 1991 | มือขวาอาถรรพ์                     | Muer Kra A Tang                                                                 |                            |                                       |
| 1991 | ทะลุฟ้ามาเกิด                      | Tha Loo Fa Ma Kerd                                                              |                            |                                       |
| 1992 | ไอ้เพชร บ.ข.ส. 2                 | Ai Petch Bor Kor Sor 2                                                          |                            | Director                              |
| 1992 |                                 | Liu Talu Fah (a.k.a. Young Angel)                                               |                            | Director, writer, stung coordinator   |
| 1992 | ทายาท.. ไอ้ผาง ร.ฟ.ท.            | Tayard.. Ai Phang R.F.T.                                                        |                            |                                       |
| 1992 | โป้ง โป้ง ชึ่ง                      | Pong Pong Chung                                                                 |                            |                                       |
| 1992 | นักร้องคะนองปืน                    | Nak Rong Ka Nong Puen                                                           |                            |                                       |
| 1992 | ลิงลากหาง ไอ้ช้างถีบ                | Ling Lark Harng Ai Charng Teeb                                                  |                            |                                       |
| 1992 | จอมคาถา                         | Jom Ka Ta                                                                       |                            |                                       |
| 1992 | โหดล่าหิน                         | Hod Lah Hin                                                                     |                            |                                       |
| 1992 | จะกู่รักกอดน้องให้ก้องโลก             | Ja Koo Ruk Kod Nong Hai Kong Lok                                                |                            |                                       |
| 1992 | สิงห์สยาม                         | Singh Siam (a.k.a. Siamese Lion)                                                | Ryan                       | Director, writer, student coordinator |
| 1992 | เพชฌฆาตดำ 2                     | Black Killer 2                                                                  |                            |                                       |
| 1992 | ล้างเมืองคนดุ                      | Lang Muang Kon Dook                                                             |                            |                                       |
| 1993 | ปีนเกลียว                         | Peen Gleaw                                                                      |                            |                                       |
| 1993 | กวนโอ๊ย                          | Kuan Ouy                                                                        |                            |                                       |
| 1993 | ทูตมรณะ                          | Tood Mor Rana (a.k.a. Angel of Death)                                           |                            | Director, writer                      |
| 1993 | ปลัดบ้านนอก                       | Plak Bann Nok                                                                   |                            |                                       |
| 1993 | อสูรกาย คนไม่ใช่คน                 | Asoolkai Khon Mai Chai Kohn                                                     |                            |                                       |
| 1994 | นักเลงกลองยาว                    | Nuk Leng Klong Yao (a.k.a. The Rowdy Bunch)                                     |                            | Director                              |
| 1994 | เสือล่าเสือ                        | Suer La Suer                                                                    |                            |                                       |
| 1994 | สยึ๋มกึ๋ย 2                         | Sayim Kia 2                                                                     |                            |                                       |
| 1994 | นักฆ่าหน้าหยก                      | Nak Kha Na Yok                                                                  |                            |                                       |
| 1994 | 1+5 ฟ้าก็ห้ามไม่ได้                  | 1+5 Fa Kor Ham Mai Dai                                                          |                            |                                       |
| 1994 | ควงเธอมาปล้น                     | Kuang Ther Mar Plon (a.k.a. Bangkok Hooligans)                                  |                            | Director                              |
| 1994 | พยัคฆ์ร้าย เซี่ยงชุน 2                | Payuk Rai Chiang Choon 2                                                        |                            |                                       |
| 1994 | มนต์เพลงนักเลงบ้านนอก              | Mon Pleng Nak Leng Bann Nok                                                     |                            |                                       |
| 1994 | ปลุกมันขึ้นมาฆ่า 4                   | Plook Mun Kuen Ma Kah 4 (a.k.a. Spirited Killer)                                | Spirited Killer            | Director                              |
| 1995 | ข้ามากับปืน                        | Kah Mar Kub Puen                                                                |                            |                                       |
| 1995 | นักสู้เมืองอีสาน                     | Esan Fighter                                                                    |                            |                                       |
| 1995 | ปีนเกลียว 2                       | Peen Gleaw 2                                                                    |                            |                                       |
| 1995 | คนมหากาฬ                        | Khon Maha Kaf                                                                   |                            |                                       |
| 1995 | กองทัพเถื่อน 2                     | Kong Tub Tooan 2                                                                |                            |                                       |
| 1995 | อัดแหลก ไอ้เพชร บขส. - ไอ้ผาง รฟท. | Ath Laek Ai Petch Bor Kor Sor - Ai Phang R.F.T.                                 |                            |                                       |
| 1996 | มือปราบปืนโหด                     | Mue Prab Puen Hode (a.k.a. Hard Gun)                                            |                            |                                       |
| 1996 | คนดิบ เหล็กน้ำพี้                    | Kon Dib Lhek Nam Pee                                                            |                            | Director                              |
| 1996 | เพชรฆาตเดนสงคราม 2              | Mission Hunter 2 (a.k.a. Battle Warrior)                                        | Zombie                     |                                       |
| 1996 | ฅนลูกทุ่ง                          | Kon Look Toong                                                                  |                            |                                       |
| 1997 | ปู่ตา คาถาถล่มคน                   | Puta Khatha Thalom Khon                                                         |                            | Director                              |
| 1997 | เซี่ยงชุน 3 พยัคฆ์ร้ายครกแตก          | Chiang Choon 3: Payuk Rai Krok Taek                                             |                            |                                       |
| 1997 | ล้างเมืองคนดุ 2                    | Lang Muang Kon Dook 2                                                           |                            |                                       |
| 1997 | แก๊งกระแทกก๊วน                    | Kang Kra Taek Kouan                                                             |                            |                                       |
| 1997 | คนสารพัดพิษ                       | Khon Sa Ra Pak Pik                                                              |                            |                                       |
| 1997 | ปีนเกลียว 3                       | Peen Gleaw 3                                                                    |                            |                                       |
| 1998 | มังกรทมิฬ                         | Black Dragon                                                                    |                            |                                       |
| 1998 | พญาไฟบรรลัยกัลป์                   | Paya Fai Bann Lai Kal                                                           |                            |                                       |
| 2003 | องค์บาก                          | Ong Bak                                                                         | Villager (sense acreditar) | Coreògraf d'arts marcials, guionista  |
| 2005 | ต้มยำกุ้ง                          | Tom-Yum-Goong                                                                   |                            | Coreògraf d'arts marcials             |
| 2006 | ฅนไฟบิน                          | Dynamite Warrior                                                                | Nai Hoi Dam/Black Wizard   |                                       |
| 2010 | โคตรสู้ โคตรโส                    | Bangkok Knockout                                                                | Suthep Sisai               | Director, guionista, producció        |
| 2010 | ครูบ้านนอก บ้านหนองฮีใหญ่            | Kroo Bann Nok Bann Nong Hee Yai (a.k.a. The Country Teacher of Ban Nong He Yai) | Mestre Phan                |                                       |
| 2013 | เดอะสตันต์                        | The Stunt                                                                       |                            |                                       |